# 特朗普—乌克兰丑闻
特朗普-烏克蘭醜聞，也稱特朗普電話門、通烏門，是指美国总统唐纳德·特朗普与私人律师魯迪·朱利安尼在2019年5月到8月连番向乌克兰政府施加压力，通過電話要求调查民主党总统候选人乔·拜登及其儿子亨特·拜登的事件。
後有情報部門官員告密，稱特朗普曾電話施壓烏克蘭總統澤連斯基，要求其調查拜登父子，告密者並稱白宮将特朗普通話記錄存储在秘密服务器，並称特朗普的违规行为“显然非常令人震惊，使得白宫官员都要迅速启动掩盖行动，减少特朗普利用外国势力挖掘民主党总统选举对手黑材料的行为公之于众”。之后，经证实，双方的通话录音存放在国家机密级的特制服务器中。2019年9月25日，白宫发布特朗普与乌克兰总统弗拉基米尔·泽连斯基的通话记录。特朗普继续军事援助乌克兰。特朗普的两位亲密副手告诉《纽约时报》，特朗普的争议行为不过也是与外国领导人的“一般”互动。9月27日，据称类似的通话也与沙特阿拉伯和俄罗斯进行过。同日，据称特朗普曾于2017年告诉俄罗斯，不担心对方干预2016年美国总统选举。2019年10月3日，川普公開呼籲烏克蘭、中華人民共和國調查拜登及其兒子。
2019年12月18日，因事件持續發酵，川普遭到美國眾議院彈劾，他也是美國歷史上第三位被眾議院彈劾的總統。

## 背景
2014年，奥巴马政府尝试外交途径支持乌克兰的新阿爾謝尼·亞采紐克政府，时任副总统乔·拜登“走在前线”做了大量工作。2014年4月22日，拜登飞到基辅，敦促乌克兰政府“减少依赖俄罗斯天然气供应”，表示美国可以提供技术知识扩大该国天然气产量。
2014年4月，拜登儿子亨特·拜登加入乌克兰能源公司布利斯玛股份公司董事会。布利斯玛是乌克兰最大的私营天然气生产商。亨特当时是波伊·希勒·弗莱克斯纳律师事务所的律师，受布利斯玛聘用，负责解决公司“透明度、公司治理及自认、海外扩展”等问题，而亨特的事务所也由布利斯玛持有。亨特从事这份工作获得了每月不等的薪资，最高一个月达到5万美元。2015年12月，乔·拜登接受采访时表示他从未跟亨特谈过布利斯玛的工作。
自2012年起，乌克兰检察总长调查布利斯玛的寡头老板尼古拉·泽罗切斯夫基洗钱、逃税和腐败指控。2015年，接任检察总长的维克多·肖金接手调查。奥巴马政府、其他国家政府与非政府组织不久后担心肖金在乌克兰没有充分追查腐败，还保护政治精英，认为是“反腐败调查的障碍”。在其他问题上，肖金调查泽连斯基和布利斯玛的进展缓慢，致使奥巴马政府官员考虑对公司潜在的洗钱行为展开刑事调查。肖金表示自己是因为亨特·拜登成为主角的布利斯玛案调查被开除，然而，肖金被开除后，调查陷入停顿。2016年3月，时任副总统拜登向乌克兰议会发表最后通牒，要求撤掉肖金的职务，否则就会扣留10亿美元的保证金。2019年9月，仍未有证据显示拜登保护儿子在布利斯玛案中的参与迹象，尽管特朗普、朱利安尼和他们的盟友竭力炒作事件。最终，肖金在一个月内被罢免。他的继任者尤里·卢岑科最初采取强硬态度，但不到一年便宣布“完全终止”针对泽罗切斯夫基的全部法律程序和悬而未决的刑事指控。英国2014年一项有关的调查中，英国当局冻结了泽罗切斯夫基在英国银行开设的账户，然而由于缺乏证据，调查行动不久后停止。卢岑科于2019年5月表示，没有找到拜登父子存在不当行为的证据，但计划将布利斯玛董事会账目的消息提交给总检察长威廉·巴尔，让美国当局判断亨特·拜登是否在美国纳税 。
到2019年5月，特朗普私人律师鲁迪·朱利安尼一直在给新当选的乌克兰总统弗拉基米尔·泽连斯基施加压力，要求调查布利斯玛案。他表示，这样的调查有利于他们的客户特朗普，他的行动也得到特朗普的全力支持。朱利安尼5月10日取消了原定前往乌克兰的行程。按计划，他原本要敦促当选总统审讯亨特·拜登。朱利安尼根據五位乌克兰官员的说法，表示他们曾于2016年1月前往奥巴马的白宫，被要求“找出特朗普黑材料”。不过，乌克兰人没有提供相应的证据。朱利安尼表示，自己之所以取消行程，是因为自己被反对他工作的乌克兰人“算计”，指责民主党人意图“阻挠”行程。2019年6月和8月，朱利安尼两次会见乌克兰官员，要求调查案件。同時在該年7月，朱利安尼還施壓乌克兰官员，要求他們調查喬·拜登。

## 乌克兰军事援助遭扣留
2019年10月起美國总统特朗普向白宫办公厅代理主任麥克·馬瓦尼下令临时冻结划拨给乌克兰的军事援助。外界公開理由為“乌克兰境内大量腐败的忧虑”而美國媒體猜測與此電話門事件有關。
2020年1月16日，美國政府問責署认定，特朗普政府扣留乌克兰军事援助违反了《1974年美國國會預算扣留控制法》。美國总统无权擱置国会批准的对外国政府的援助。

## 舉報
第一位舉報人美国中央情报局艾瑞克·西拉梅拉舉報特朗普在2019年7月25日与烏克蘭總統泽连斯基通电话时，以大约4亿美元军事援助为筹码，要求乌方调查拜登父子，並指特朗普与泽连斯基通电话后，白宫的国际官员负责将通话的完整笔录“封存”在一个高度机密的计算机系统中。诉状最初在白宫和司法部的指示下从国会撤回。依照法律，此类诉状应在7日内递交给国会情报委员会。2019年9月25日，上交30天后，起诉书落到国会情报委员会手上，而起诉书的修订版于翌日早上公开。同日，白宫发布特朗普与乌克兰总统弗拉基米尔·泽连斯基的通话记录。
民主黨方認為白宮公布的所謂「談話打字稿」是刪除過內容的，作為煙霧彈和緩兵計，要求聽常態紀錄伺服器中的談話原始錄音檔但一直未果，且發現白宮在事發後緊急將錄音檔從一般伺服器提列到機密伺服器，適用更嚴苛的調閱權限有此地無銀三百兩的嫌疑，寄望彈劾司法程序啟動後能用司法強行調閱原始錄音檔。
不久，第二位舉報人現身，聲稱自己有更詳細的有關特朗普與澤連斯基通話的一手材料，並曾與情报机构监察长邁克爾·阿特金森就電話門進行會談。

## 弹劾程序
争议事件引起特朗普的弹劾调查的正式程序于2019年9月24日启动，美国众议院议长南茜·佩洛西指示众议院的六位委员长参与调查。同時，参议院一致同意无约束力决议，呼吁立即将告密者诉状提交到参议院情报委员会。9月27日，众议院有3個委员会向美國国务卿蓬佩奥发放传票，并要求他在10月4日前递交事件有关文件以配合众议院对特朗普的弹劾调查。蓬佩奧則以「沒有時間」為由，拒絕出席眾院聽證會，但其承認特朗普與澤連斯基通話時自己在場。10月4日，众议院民主党人公布了一批美国与乌克兰高级外交人员之间的往来信息。这些信息显示，特朗普2019年7月在与乌克兰总统泽连斯基通电话时，以尽快举行两人会晤为筹码，施压对方调查拜登及其儿子。10月22日，美国众议院有關人员与代理美国驻乌克兰大使小威廉·B·泰勒举行听证会。泰勒作证称，特朗普曾就美国对乌克兰的安全援助提出附带条件，明确表示美国对乌克兰的军事援助完全取决于烏方對与拜登有关的事件展开调查。10月31日，美国众议院投票通过弹劾特朗普调查程序决议。眾議院議長佩洛西表示，“眾議院從今天起將從閉門取證轉向公開聽證”。此後眾議院召開多場公開聽證會並傳喚相關證人列席。12月3日，众议院情报委员会表决通过總統弹劾报告，报告列出大量有關特朗普施壓烏克蘭的证据。12月5日，弹劾案进入第二阶段，議員在眾議院司法委員會将公开咨询法律专家有關彈劾總統的宪法基础。
12月10日，众议院司法委员会主席杰里·纳德勒宣布对特朗普提出正式指控，称他滥用职权，妨碍国会调查。12月13日，众议院司法委员会以23票对17票的表决结果通过了针对特朗普总统滥用职权和妨碍国会调查的两项弹劾条款。
12月18日，众议院开始依次对两项對川普指控进行投票。第一项指控“滥用权力”以230票支持197票反对获得通过，第二项指控“妨碍国会调查”以229票支持198票反对获得通过。川普也成為美國歷史上第三位被眾議院彈劾的美國總統。
2020年1月15日，众议院议长佩洛西宣布了7名弹劾经理人名单，7名弹劾经理人在當日晚些时候向参议院提交弹劾条款正式文件。1月31日，参议院以51票反对、49票支持的结果，未通过传唤证人的决议。
2月5日，美國总统特朗普在“滥用权力”的第一项指控上以52票反对、48票支持被判无罪。随后參議院以53票反对、47票支持否决了“妨碍国会调查”的第二条弹劾条款。

## 另見
- 川普彈劾案
- 川普的彈劾調查
- 門 (事件)
- 水門事件
- 唐纳德·特朗普
- 美國政治
- 中美贸易战
- 2025年特朗普—澤連斯基會談

## 相关文件
- 经解密的告密者诉状 （页面存档备份，存于）
- 情报部门监察长给国家情报局代理局长的解密信 （页面存档备份，存于）
- 美国总统唐纳德·特朗普与乌克兰总统弗拉基米尔·泽伦斯基电话交谈笔录（页面存档备份，存于）